# Marpesia crethon
Espèce
Marpesia crethon est une espèce d'insectes lépidoptères de la famille des Nymphalidae, de la sous-famille  des Limenitidinae et du genre Marpesia.

## Dénomination
Marpesia crethon a été décrit par Johan Christian Fabricius en 1776 sous le nom initial de Papilio crethon.
Synonyme : Timetes catulus C. & R. Felder, 1861.

### Noms vernaculaires
Marpesia crethon se nomme  Crethon Daggerwing en anglais.

## Description
Marpesia crethon est un papillon d'une envergure de 45 mm à 50 mm, aux ailes antérieures à bord externe légèrement concave et ailes postérieures portant chacune une longue queue.
Le dessus est ocre beige avec les ailes antérieures barrées d'une bande blanche du milieu du bord costal au bord interne la partie basale est ocre beige, la partie distale est marron ornée de points blancs. Les ailes postérieures sont ocre beige avec une ornementation submarginale de lignes blanches et marron et d'ocelles dans la partie entre l'angle anal, marqué d'un point orange, et la queue.
Le revers est blanc orné de fines lignes ocre parallèles aux bords externes et aux ailes postérieures, de discrets chevrons noirs entre la queue et l'angle anal.

## Biologie

### Plantes hôtes
Aucune documentation.

## Écologie et distribution
Marpesia crethon est présent en Colombie, en Équateur, au Pérou, en Bolivie, au Brésil, au Venezuela et au Surinam,,.

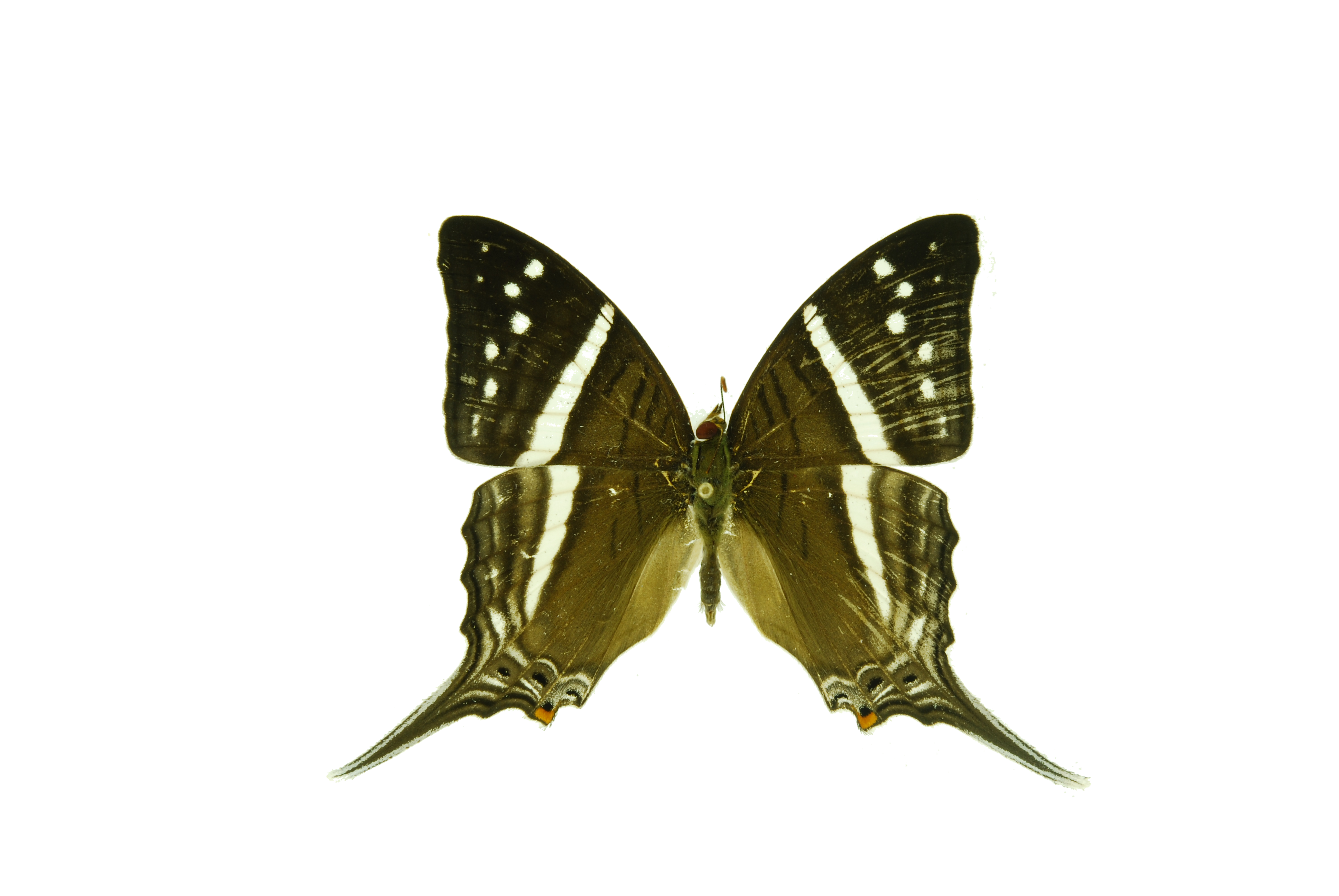
Marpesia crethon

### Biotope
Marpesia crethon réside dans la forêt tropicale humide.

### Protection
Pas de statut de protection particulier trouvé.